# The First Mini Album (오렌지캬라멜의 음반)
《The First Mini Album》은 대한민국 걸 그룹 애프터스쿨의 유닛 그룹인 오렌지캬라멜의 첫 번째 EP 음반이다. 타이틀곡은 "마법소녀"로 기존의 애프터스쿨의 이미지를 벗어나 귀엽고 깜찍한 컨셉으로 눈길을 끌었으며, 뮤직비디오에는 씨엔블루의 드러머 강민혁이 출연해 화제를 모으기도 했다. 3번 트랙의 "The Day You Went Away"는 싱가포르와 대만 그리고 중화권의 몇몇 국가에만 있는 특별 수록곡이다.
또한 패러디 열풍이 불었는데, 슈퍼주니어의 '땅콩 캬라멜'을 시작으로 포미닛 등 끊이지 않고 동영상들이 올라왔다. 그 외에 장윤정과 많은 프로그램에서 오렌지캬라멜을 흉내냈다. 8월 24일 플레이걸즈 스쿨 방송분에선 애프터스쿨의 맏언니들이 오렌지캬라멜 따라잡기에 나서 타이틀곡 "마법소녀"를 "마법손녀"로 재구성해 뮤직비디오 제작을 하기도 했다.

## 발자취
1. 6월 18일: 뮤직뱅크 첫 무대
2. 6월 19일: 음악중심
3. 6월 20일: 인기가요

## 수록곡
| #             | 제목                             | 작사          | 작곡          | 재생 시간 |
| ------------- | -------------------------------- | ------------- | ------------- | --------- |
| 1.            | 〈마법소녀 (魔法少女)〉          | 휘성          | 조영수        | 3:08      |
| 2.            | 〈사랑을 미룰순 없나요〉         | 오성훈        | 박덕상        | 3:23      |
| 3.            | 〈마법소녀 (魔法少女) (Inst.)〉  |               |               | 3:08      |
| 4.            | 〈사랑을 미룰순 없나요 (Inst.)〉 |               |               | 3:23      |
| 총 재생 시간: | 총 재생 시간:                    | 총 재생 시간: | 총 재생 시간: | 13:02     |

## 패러디
1. 포미닛이 오렌지캬라멜을 패러디하였다.
2. 슈퍼주니어의 멤버 려욱, 희철, 신동이 '땅콩 캬라멜'로 패러디를 하였다.
3. 8월 24일 플레이걸즈 스쿨에서 가희, 정아, 주연이 "마법손녀"로 재구성해 패러디 하였다.